# Nabagram Colony
Nabagram Colony is een census town in het district Hooghly van de Indiase staat West-Bengalen.

## Demografie
Volgens de Indiase volkstelling van 2001 wonen er 31.923 mensen in Nabagram Colony, waarvan 52% mannelijk en 48% vrouwelijk is. De plaats heeft een alfabetiseringsgraad van 85%.